# George Geran
George "Gerry" Pierce Geran (15. října 1896, Holyoke, Massachusetts – září 1981, Brooklyn, New York, USA) byl americký reprezentační hokejový útočník.
S reprezentací USA získal jednu stříbrnou olympijskou medaili (1920).

## Úspěchy
- Stříbro na Letních olympijských hrách – 1920